# Sungai Duren (Jambi Luar Kota)
Sungai Duren is een bestuurslaag in het regentschap Muaro Jambi van de provincie Jambi, Indonesië. Sungai Duren telt 1959 inwoners (volkstelling 2010).